# Kościół św. Stanisława b. m. w Żębocinie
Kościół św. Stanisława BM w Żębocinie – gotycko-barokowy kościół w Żębocinie w powiecie proszowickim wchodzący w skład zespołu kościelno-plebańskiego na który składa się też: plebania, dzwonnica i ogród. Czas powstania: XIII i XVIII w. 
Parafia należy do dekanatu proszowickiego, diecezji kieleckiej, metropolii krakowskiej. Liczba wiernych to ok. 1300. Należą do niej: Żębocin, Grębocin, Kowala, Więckowice.

## Historia
Parafia w Żębocinie należy do najstarszych na ziemi krakowskiej. Według tradycji kościół istniał tu już w 1050 roku, a jego plebanem miał być Stanisław ze Szczepanowa, późniejszy biskup krakowski – męczennik. 
W połowie XIII wieku wybudowany został istniejący do dziś kościół, orientowany, jednonawowy, o kwadratowym prezbiterium i szerszej prostokątnej nawie. Mur wraz z fosą otaczający kościół, pierwotnie i cmentarz przykościelny, o charakterze obronnym z XIII wieku, przebudowany w XVIII wieku. W II połowie XIX wieku mur częściowo rozebrany i przebudowany w celu udostępnienia budowli, a fosę zasypano. Kościół otoczony jest starymi lipami.
Kościół remontowano i przebudowano pomiędzy 1757 a 1783 rokiem. Z tego okresu pochodzi obecna fasada, barokowy hełm wieży oraz wystrój wnętrza. Ołtarz główny, dwa boczne, ambona i łuk tęczowy późnobarokowe z II połowy XVIII wieku. Ponadto kościół posiada pozostałe bogate wyposażenie wnętrza m.in. gotycką figurę św. Anny Samotrzeciej z ok. 1380 roku, drzwi w kruchcie z XV wieku, krucyfiksy z XV-XVIII wieku, chrzcielnica z XVI wieku, obrazy z wizerunkami świętych z XVI-XVIII wieku, monstrancje i kielichy barokowe, ornaty z XVII-XVIII wieku. 
Dzwonnica zbudowana w stylu barokowym w 1776 roku na miejscu wcześniejszej drewnianej, murowana z przylegającym po bokach murem, mieści trzy dzwony.
Plebania zabytkowa (nr rejestru zabytków A-701 z 26.X.1995). Wzniesiona w latach 1925-1930 z inicjatywy ówczesnego proboszcza, ks. Jana Wójcika, w tzw. stylu dworskim. Od samego początku istnienia parafii przy kościele istniał zespół plebański z bogato uposażonym folwarkiem, ogrodem, stawem i gruntami rolnymi. Od końca XVI wieku zapisywane są teksty wizytacji biskupich w parafii żębocińskiej. W wizytacjach tych można znaleźć szczegółowe opisy kościoła i poprzednich plebanii, które usytuowane były kilkanaście metrów na południe od obecnie istniejącej. Obecnie przy plebanii znajduje się kilka budynków gospodarczych, stodoła, budynki inwentarskie i obiekt gospodarczy.
Cmentarz parafialny położony ok. 100 m na południe od kościoła. Powstał w II połowie XIX wieku po zlikwidowaniu przykościelnego cmentarza. Otoczony zabytkowym ceglanym ogrodzeniem z bramą główną z II połowy XIX wieku. Liczne zabytkowe nagrobki z końca XIX i początku XX wieku. Rosną tu stare lipy.
Budynek organistówki murowany z początku XX wieku, przebudowany w 1980 roku. Kapliczka drewniana z początków XX wieku

## Proboszczowie
| - św. Stanisław BM 1054-1061; - ks. Stanisław wzmiankowany w roku 1326; - ks. Stanisław z Proszowic wzmiankowany w roku 1595; - ks. Jakub z Sącza wzmiankowany w roku 1613; - ks. Wawrzyniec „Makoniczius” wzmiankowany w latach 1619-1629; - ks. Stanisław Skrzeszowski, doktor filozofii, kanonik krakowski, 1663-1680; - ks. Michał Franciszek, kanonik sandomierski, wzmiankowany w roku 1681 - ks. Sebastian Piskorski, wzmiankowany w roku 1688 - ks. Stanisław Tomaszewski wzmiankowany w latach 1729-1747; - ks. Jerzy Dobrzyński wzmiankowany w latach 1776-1783; | - ks. Jan Jarzębiński 1803-1818; - ks. Norbert Ludzimirski 1818-1826; - ks. Edmund Zajączkiewicz 1828-1840; - ks. Józef Grysiński 1840-1842; - ks. Jakub Abromecki 1843-1857; - ks. Marcin Kolski 1857-1860; - ks. Marcin Nieszporski 1860-1882; - ks. Stanisław Podolski 1882-1894; - ks. Aleksander Słowikowski 1894-1914; - ks. Jan Duda 1914-1917; | - ks. Stefan Kupczyński 1917-1920; - ks. Andrzej Bożek 1920-1927; - ks. Jan Wójcik 1929-1947; - ks. Wojciech Wielgus 1947-1978; - ks. Jan Olesiński 1979-1986; - ks. Andrzej Boksiński 1986-2002; - ks. Krzysztof Olszewski od 2002. |

## Galeria

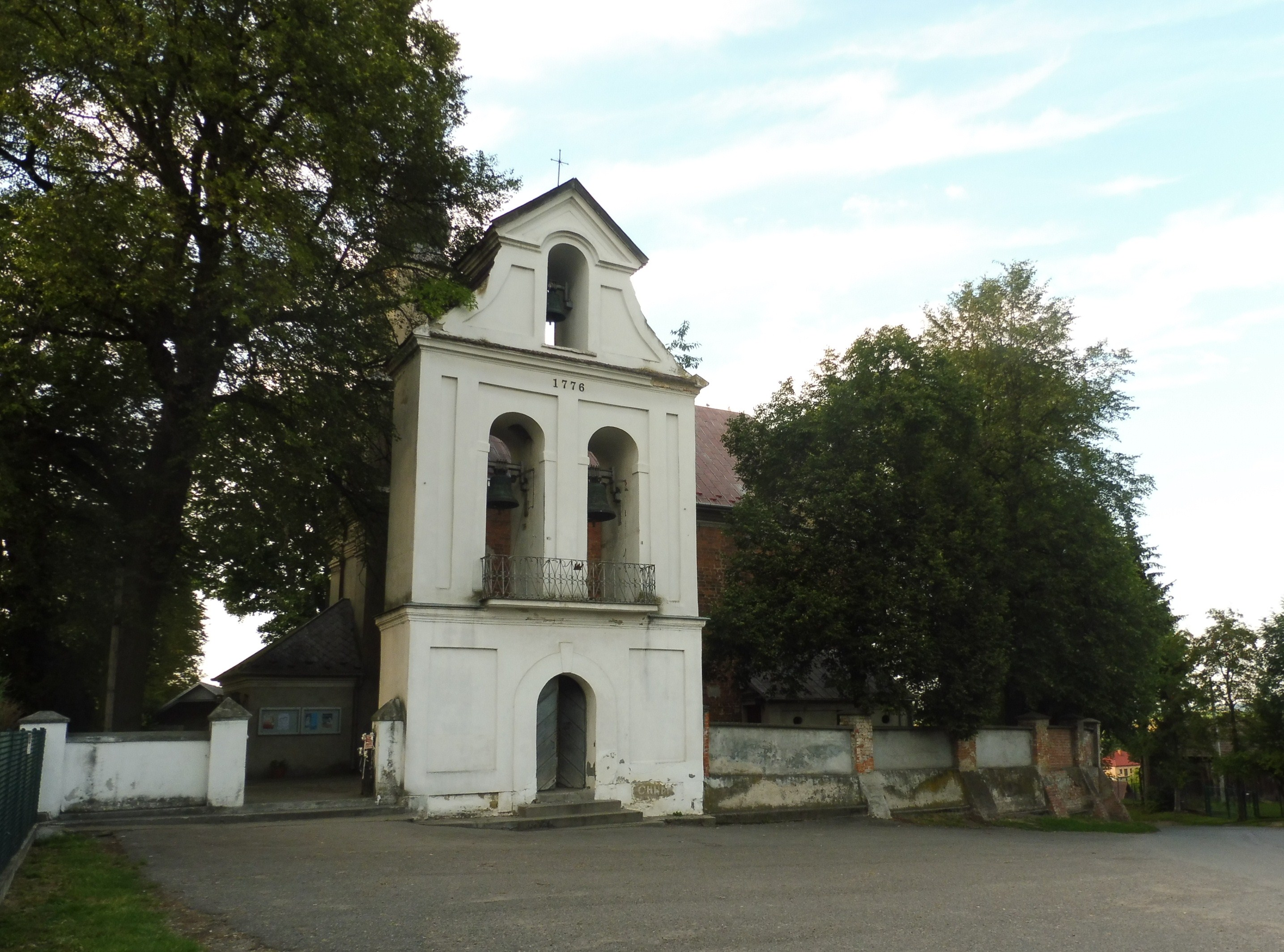
Zespół kościelno-plebański
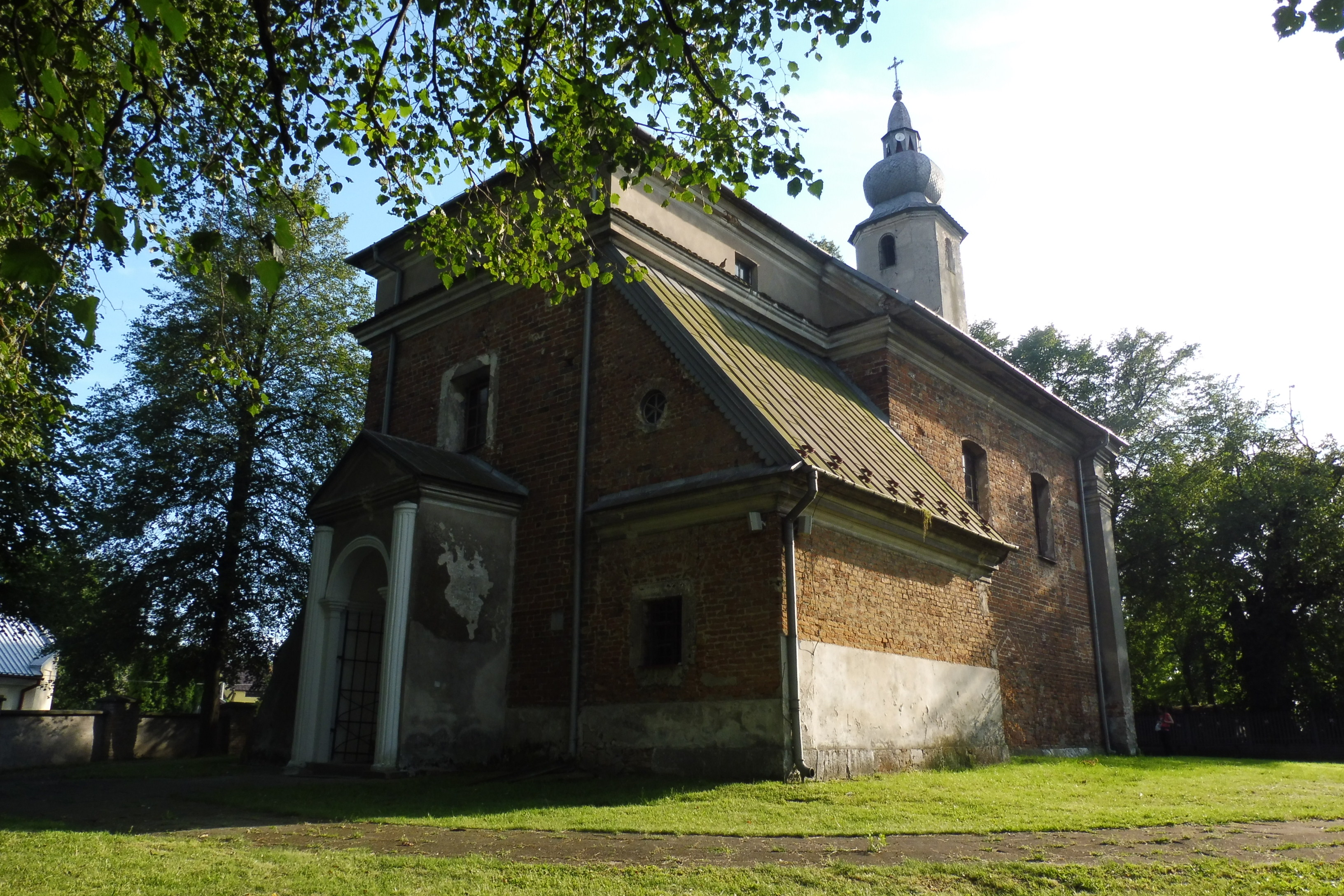
Widok na prezbiterium kościoła
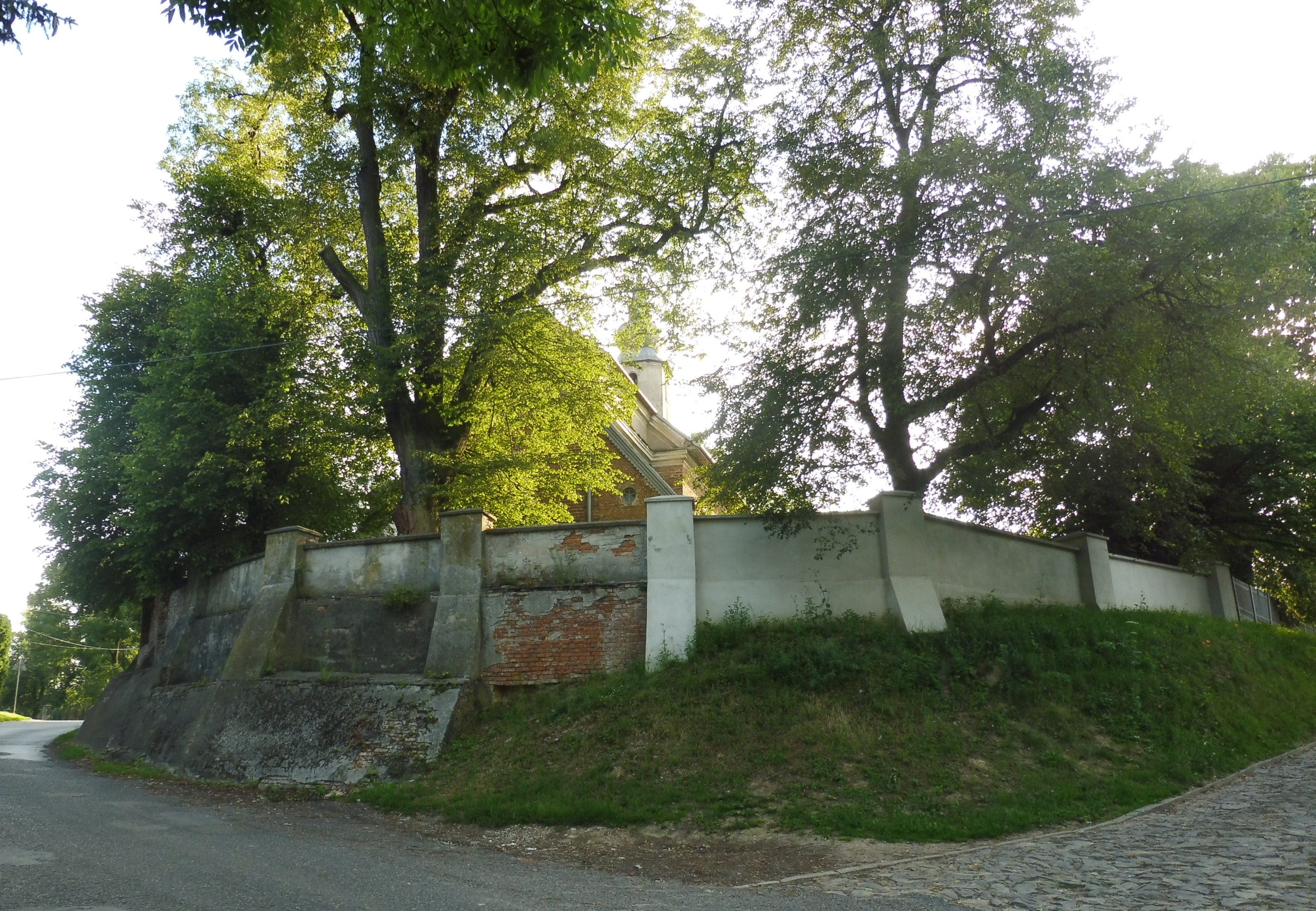
Mur otaczający kościół
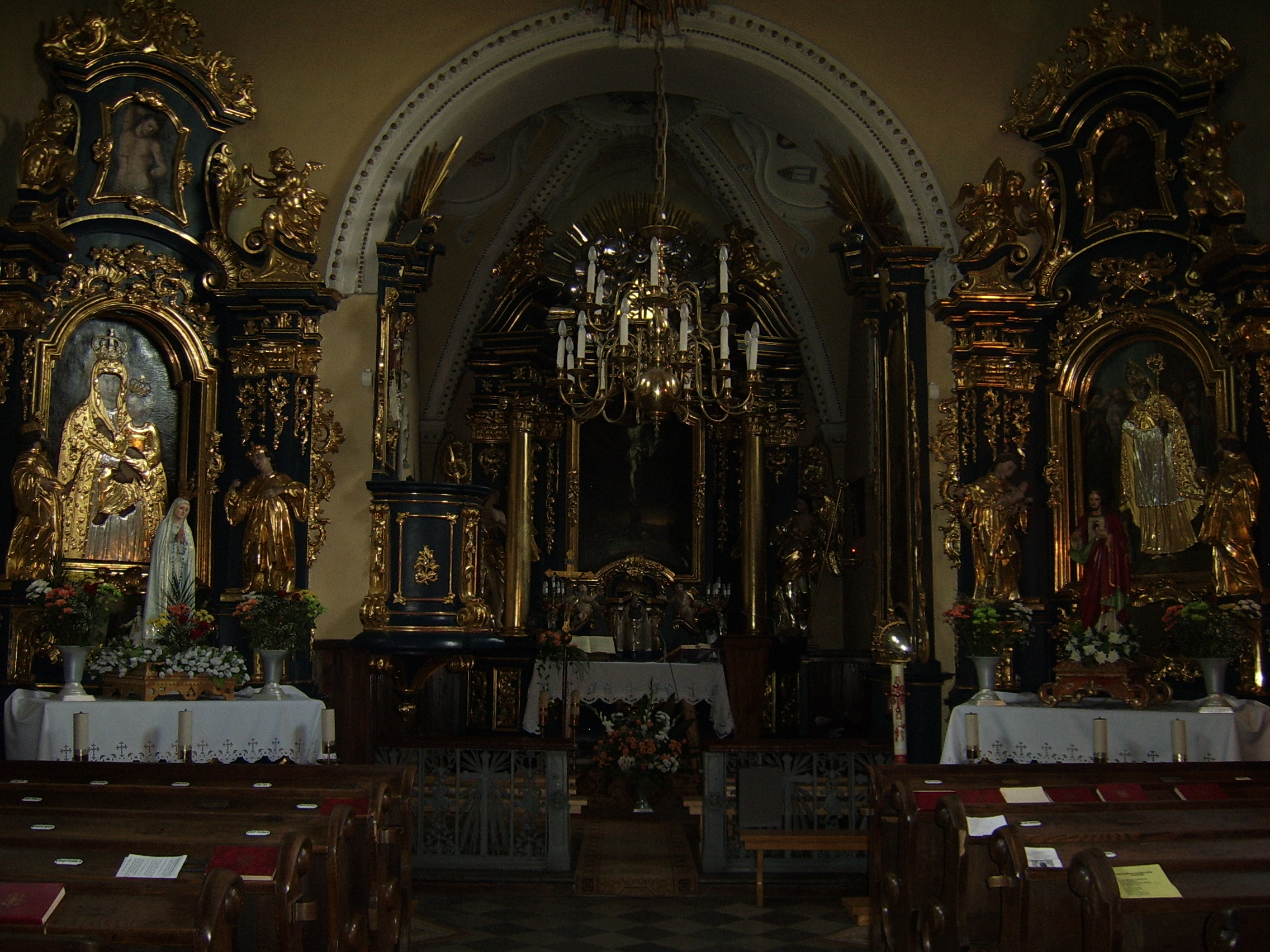
Wystrój wnętrza kościoła
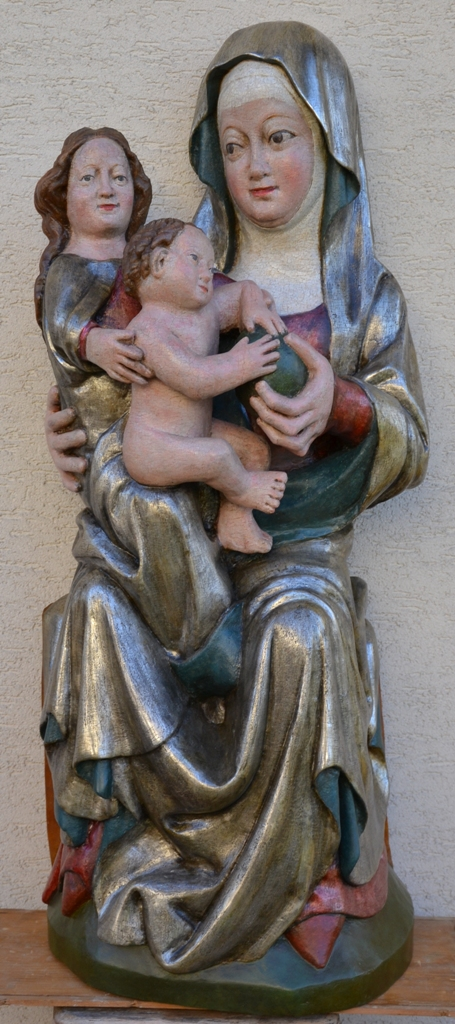
Kościół - figura św. Anny z 1380
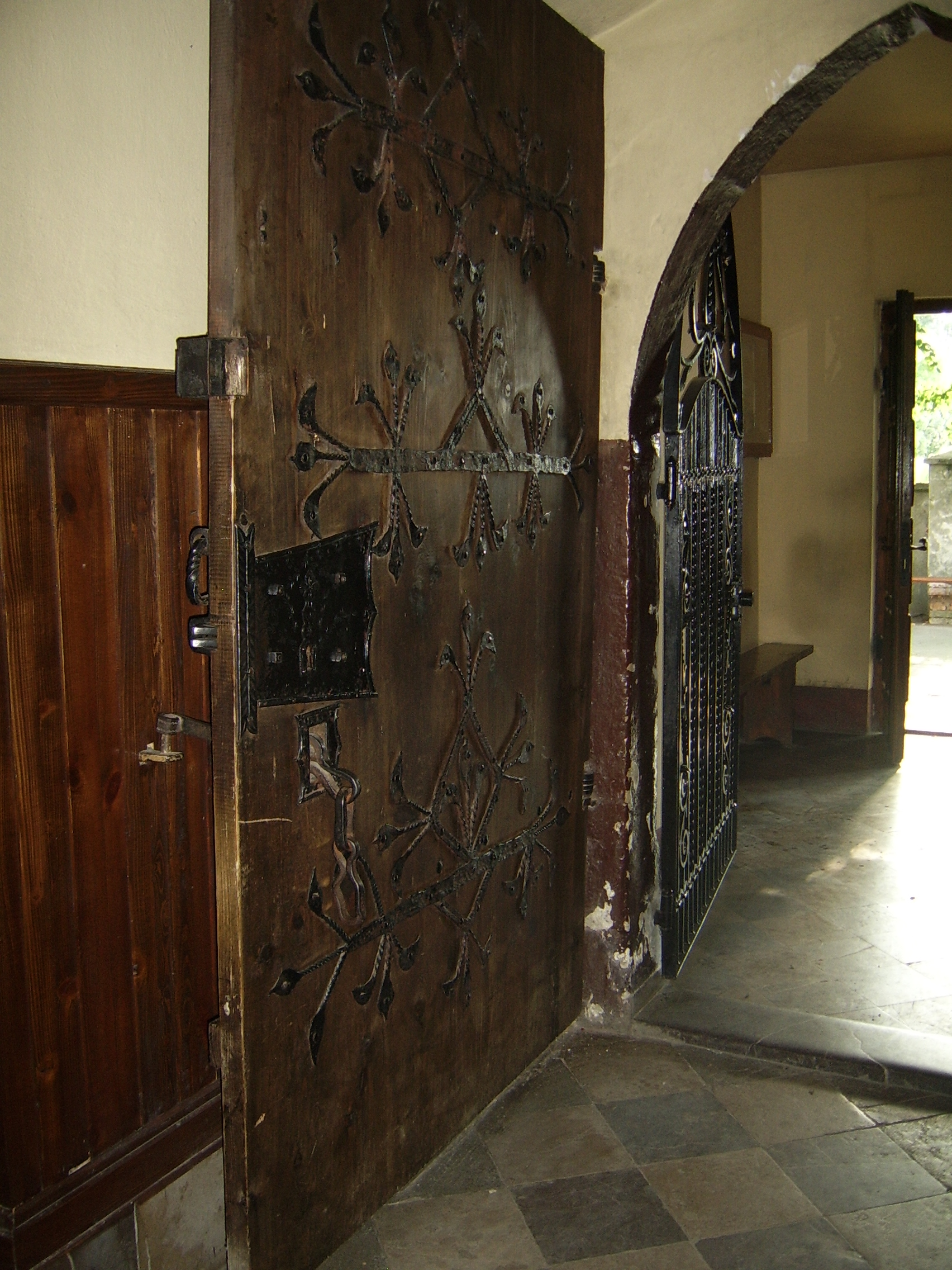
Gotyckie drzwi wejściowe do kościoła
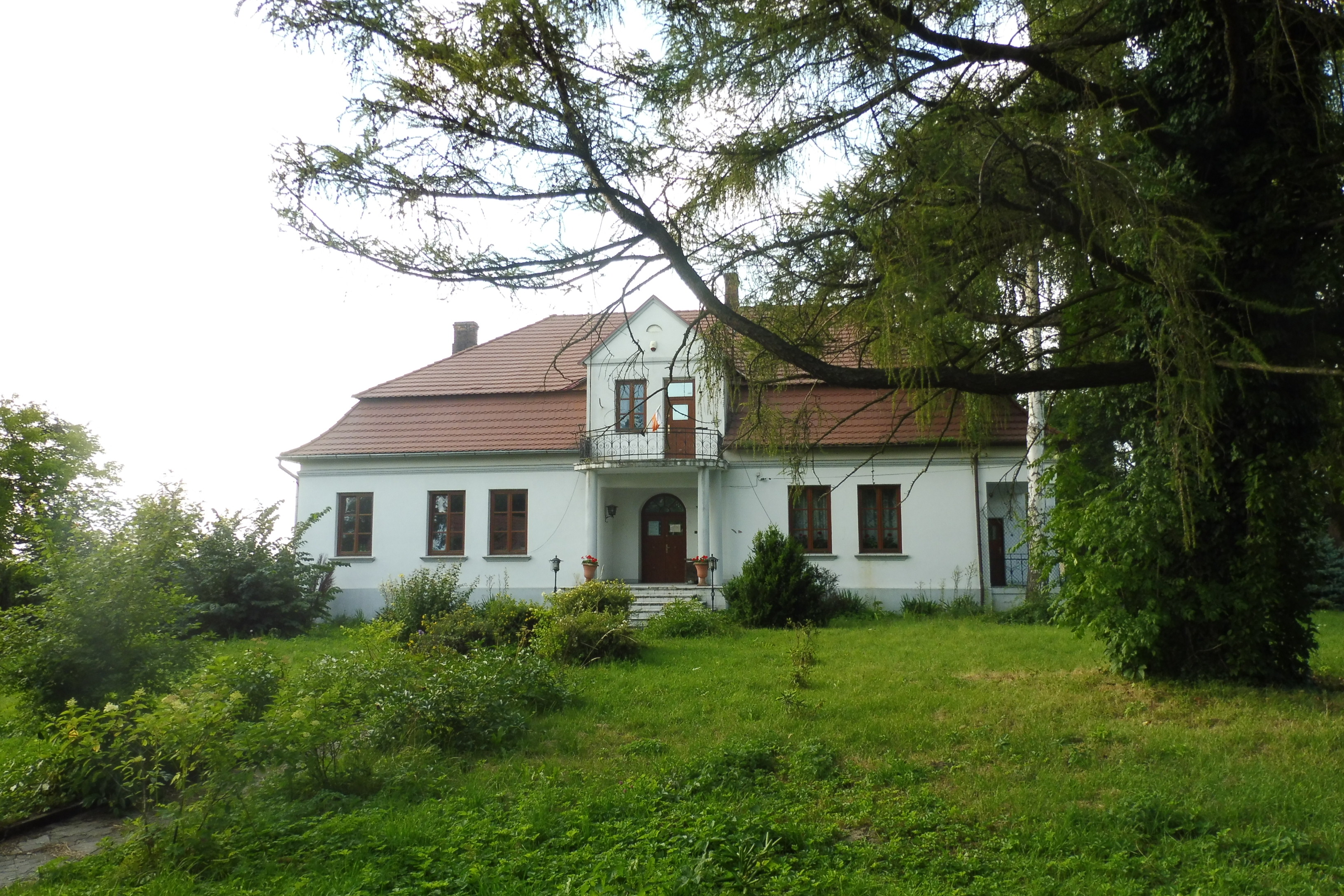
Plebania z lat 1925-1930
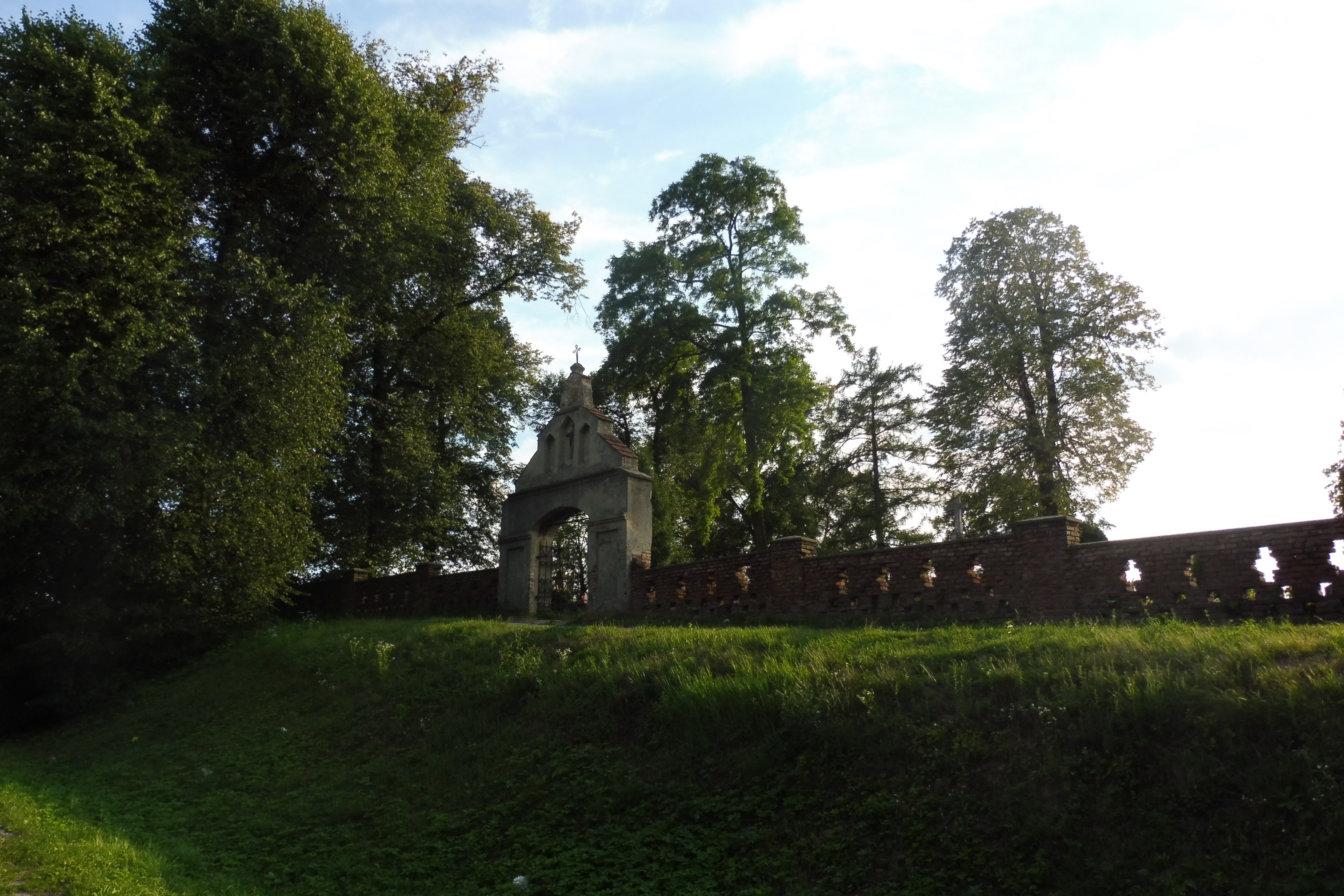
Cmentarz parafialny z II poł. XIX wieku.